# Olsen-banden på de bonede gulve
Olsen-banden på de bonede gulve er en dansk animationsfilm, instrueret af Jørgen Lerdam og skrevet af Nikolaj Peyk. Filmen havde premiere den 14. oktober 2010 i Danmark. Filmen er produceret af Nordisk Film og A Film, og er Nordens første animerede 3D-film.
Martin Buch, Nicolaj Kopernikus og Esben Pretzmann lægger stemmer til Egon, Benny og Kjeld, mens Annette Heick er Yvonne. Mick Øgendahl lægger også stemme til en af figurene ved navn Johnny.
Anmeldelserne af dette kapitel af Olsen Banden-sagaen har hovedsagelig været negative med henvisninger til, at filmen fremstiller en dårlig parodi på de originale figurer, som selv var parodier på og satirer af personer og samfundet i seriens samtid. Men filmen har også glædet nogle anmeldere.

## Medvirkende (stemmer)
- Martin Buch – Egon Olsen
- Nicolaj Kopernikus – Benny Frandsen
- Esben Pretzmann – Kjeld Jensen
- Annette Heick – Yvonne Jensen
- Simon Jul Jørgensen – Allan
- Mick Øgendahl – Johnny
- Søren Sætter-Lassen – Hallandsen
- Anders Matthesen – Kriminalassistent Jensen
- Jonas Schmidt – Kriminalbetjent Holm
- Henrik Lykkegaard – Statsminister Anders Fogh Rasmussen
- Michael Carøe – Ejendomsmægleren
- Henrik Koefoed – Folketingsmedlem/Prinsgemalen
- Vicki Berlin – DF ordføreren
- Andreas Bo Pedersen – Oppositionens ordfører/Undervisningsministeren
- Jørgen Lerdam – Dronningen
- Kaja Kamuk – Frk. Jeppesen
- Rune Tolsgaard – Hr. Jeppesen
- Lin Kun Wu – Den kinesiske præsident
- Zhao Li – Den kinesiske tolk
- Jens Jacob Tychsen – Kokken
- Silas Addington – Wonder Burger-ansat
- Peter Oliver Hansen – Tv-vært
- Michael Asmussen
- Buster Addington
- Steffen Addington
- Mia Lerdam
- Arine Mangino Nicolajsen
- Tomas Radoor
- Pauline Rehne